# 枢椎
枢椎（拉丁語：Axis），也被称为C2或第二颈椎，是解剖学中脊椎从上往下数的第二块脊椎，由寰枢关节将C1（寰椎）和C2连起。
枢椎最显著的特征是其被称作齿突（dens）的结构，自椎体上面垂直发出，因此枢椎也被称为。在部分绞刑中，齿突骨折并伤到延髓，从而导致犯人死亡。